# 右公子职
右公子职（？—前688年），中国春秋时期卫国的公子。前696年十一月，右公子职和左公子泄驱赶走了卫惠公，立公子黔牟为君。卫惠公逃到齐国。前688年夏，卫惠公回国，公子黔牟逃到周王室，卫惠公杀左公子泄、右公子职，复位。